# Dez Golpes de Stalin

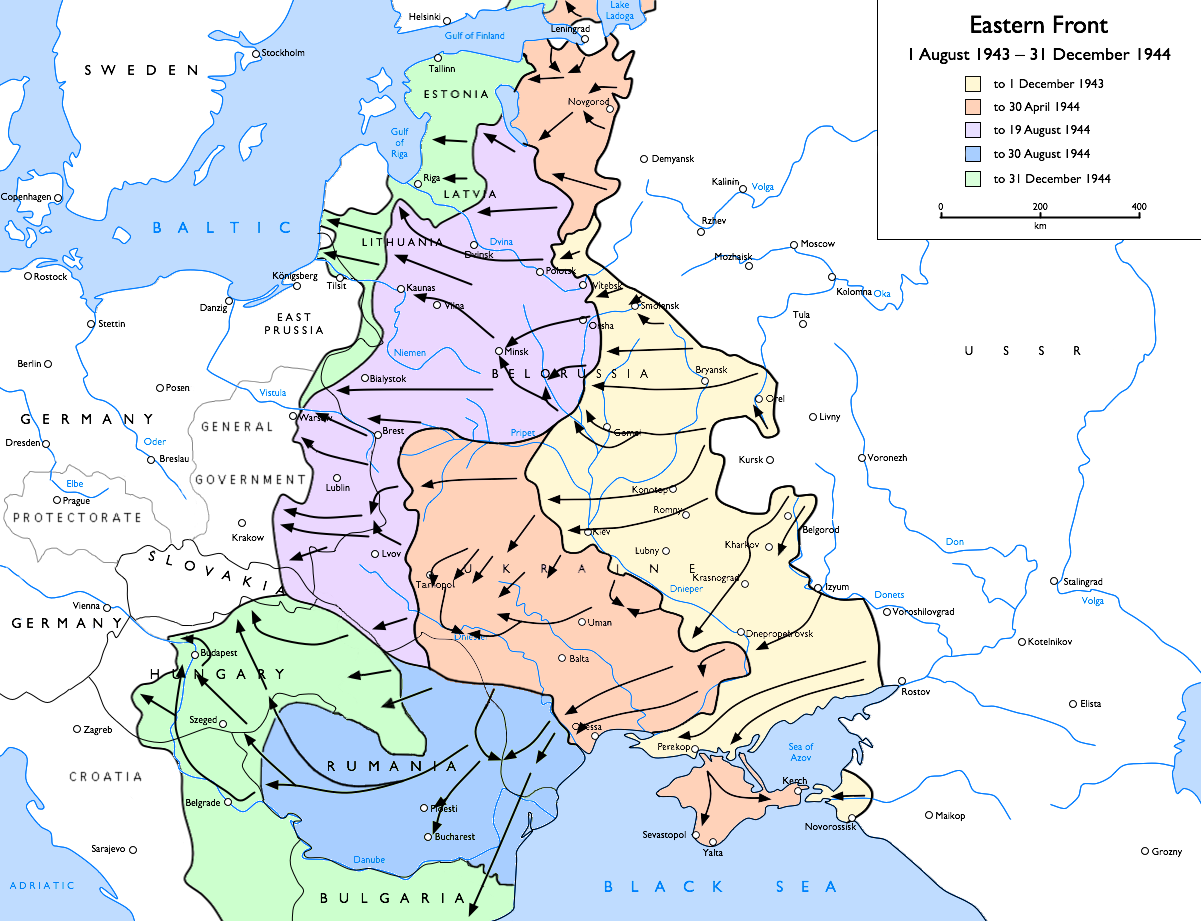
Avanço territorial soviético na Segunda Guerra Mundial, de meados de 1943 até o final de 1944.

Os Dez Golpes de Stalin (em russo:  Десять сталинских ударов, transl. Desiati stalinskikh udarov), também chamados As Dez Vitórias de Stalin e As Dez Vitórias do Exército Vermelho, foram as dez ofensivas estratégicas de sucesso conduzidas pelo Exército Vermelho em 1944, durante a Segunda Guerra Mundial, e que expulsaram as forças do Eixo do território soviético e precipitaram o colapso da Alemanha nazista.

## História da expressão
O termo apareceu pela primeira vez em novembro de 1944, no discurso intitulado 27º aniversário da Grande Revolução Socialista de Outubro (em russo:  «27-я годовщина Великой Октябрьской социалистической революции») proferido por Joseph Stalin durante a reunião de 1944 dos deputados soviéticos em Moscou.
O termo não era parte do planejamento estratégico específico da Stavka, e sim um elemento na propaganda de guerra da União Soviética, elaborado no contexto do culto de personalidade que prevalecia na época.
À época houve também referências ao "ano das doze vitórias", termo que fazia referência a uma ordem emitida por Stalin, logo após seu discurso, autorizando a realização de salvas de tiro de artilharia em doze cidades da União Soviética, como forma de celebrar doze importantes vitórias: Moscou, Leningrado, Kiev, Minsque, Petrozavodsk, Talim, Riga, Vilnius, Quixineve, Tiblíssi, Sebastopol e Lvov.
O termo caiu em desuso após o discurso secreto de Nikita Khrushchev, que denunciou Stalin e pôs fim ao culto à sua personalidade.

## Contexto
Após o colapso do 6º Exército alemão em Stalingrado , as contra-ofensivas soviéticas e a Batalha de Kursk no final de 1943, tornou-se evidente que a sorte na guerra estava se voltando contra a Alemanha. As forças soviéticas estavam, ao longo de toda a frente, aproximando-se da fronteira pré-guerra, em parte por causa da Diretriz do Führer nº 51, emitida em 3 de novembro de 1943, que direcionou homens e materiais para a Frente Ocidental, para a esperada Invasão Aliada. As forças do Eixo ao longo da Frente Oriental estavam severamente prejudicadas em comparação com seus oponentes soviéticos, os reforços eram raros e as reservas estavam reduzidas. Isso, combinado com a insistência de Hitler em manter a todo custo o território capturado, favoreceu as vitórias soviéticas em 1944.
|            | Soviético | Eixo      |
| ---------- | --------- | --------- |
| Tropas     | 6.500.000 | 4.300.000 |
| Tanques    | 5,600     | 2,300     |
| Artilharia | 90.000    | 54.000    |
| Aeronaves  | 8.800     | 3.000     |

## Os Dez Golpes
1. Ofensiva Leningrado–Novgorod (14 de janeiro – 1 de março de 1944). Esta, cronologicamente a segunda das ofensivas, reverteu o cerco a Leningrado, que começou em 8 de setembro de 1941. Embora os alemães tenham resistido ferozmente a princípio, tendo tido anos para preparar anéis defensivos incluindo em torno de Leningrado, uma vez que as defesas iniciais foram quebradas as forças soviéticas chegaram facilmente à fronteira da Estônia. No discurso de Stalin, ele chamou esse golpe de "o levantamento do cerco a Leninegrado". Ele foi conduzido pela Frente de Leningrado e pela Frente de Volkhov.[6][7]
2. Ofensiva Dniepre–Cárpatos (24 de dezembro de 1943 – 17 de abril de 1944). Esta ofensiva foi lançada na véspera do natal de 1943, e, embora cronológicamente a primeira das ofensivas de 1944, foi a segunda mencionada no discurso de Stalin. Ela envolveu varrer as forças do Eixo da Ucrânia, e também resultou no isolamento da Crimeia, controlada pelos alemães. Stalin chamou este golpe de "a libertação da margem direita na Ucrânia". Ele foi levado a cabo pelas 1ª, 2ª, 3ª e 4ª Frentes Ucranianas, e a 1ª e 2ª Frentes Bielorrussas.[8][9]
3. Ofensiva de Odessa (26 de março - 14 de abril de 1944). Esta ofensiva começou o terceiro golpe, e a Ofensiva da Crimeia (8 de abril - 12 de maio de 1944) o completou. Embora militarmente a ofensiva de Odessa estivesse incluída na ofensiva de Dniepre-Cárpatos, Stalin agrupou-a com a ofensiva da Crimeia em seu discurso. Esta ofensiva limpou a Crimeia das forças alemãs e romenas e recapturou Sevastopol. Adolf Hitler havia se recusado a permitir que as forças do Eixo evacuassem a região, acreditando que a retenção da Criméia era vital para manter a neutralidade turca. O Exército Vermelho atacou o istmo de Perekop e rapidamente levou as forças alemãs e romenas a retornar a Sevastopol e depois a se renderem, em 9 de maio. Embora Hitler por fim tenha dado permissão para a evacuação da região, a maioria dos soldados não conseguiu escapar a tempo e acabou no cativeiro. Devido a pesadas baixas sofridas pelas forças romenas, esta batalha foi um fator importante na rendição romena, mais tarde em 1944. Em seu discurso, Stalin chamou-lhe de "a libertação de Odessa e da Crimeia". Ele foi conduzido pela 4ª Frente Ucraniana.[10]
4. Ofensiva Viborg–Petrozavodsk (9 de junho – 9 de agosto de 1944). Esta ofensiva teve como objeto as forças finlandesas ao norte de Leningrado, e seu objetivo estratégico era forçar a Finlândia a sair da guerra.[11] Foi realizado pela Frente de Leningrado e pela Frente da Carélia.[9][12] Em 19 de setembro de 1944, a Finlândia aceitou as condições soviéticas e saiu da guerra. Stalin chamou este golpe de "a libertação da República Soviética da Carélia-Finlândia.
5. Operação Bagration (22 de junho - 19 de agosto de 1944) Essa operação começou exatamente três anos após a invasão da União Soviética, e recebeu o nome de Piotr Bagration, um príncipe georgiano que lutava pelo Império Russo durante as Guerras Napoleônicas. Ela expulsou as últimas tropas alemãs do território soviético, e recapturou a Bielorrússia. Além disso, ela infligiu baixas extremamente pesadas no Grupo de Exércitos Centro alemão, e foi, sem dúvida, uma das maiores derrotas da Alemanha na guerra. As forças soviéticas cruzaram a linha Bobruisk-Mogilev-Vitebsk e quase chegaram a Varsóvia. Quase 30 divisões alemãs foram cercadas perto de Minsk, e a fronteira pré-guerra da Prússia Oriental foi alcançada. Stalin chamou esse golpe de "Operação Bielorrussa, a libertação da Lituânia e de partes significativas da Polônia aliada, e o avanço para as fronteiras da Alemanha". Ele foi executado pela 1ª Frente Báltica, e pela 1ª, 2ª e 3ª Frentes Bielorrussas.[9][13]
6. Ofensiva Lviv–Sandomir (13 de julho – 29 de agosto de 1944). Esta ofensiva ao sul foi simultânea com a Operação Bagration, e avançou pela Polônia e passou pelo rio Bug. Embora tenha feito pouco progresso no começo, acabou se tornando bem sucedida, capturando Brody, Lvov e Sandomierz. Chamada por Stalin de "a libertação da Ucrânia ocidental e o cruzamento do Vístula", ela foi realizada pela 1ª Frente Ucraniana,[14] e, em conjunto com a Operação Bagration, destruiu o Grupo de Exércitos Centro da Alemanha[15]
7. Ofensiva Jassi Quixineve (19 de agosto – 14 de outubro de 1944). Esta ofensiva e seus sucessos foram conduzidos principalmente nos Bálcãs, e foram dirigidos a formações alemãs e romenas no Grupo de Exércitos Sul da Ucrânia. Cerca de 15 ou 16 divisões alemãs foram cercadas com várias divisões romenas, durante o avanço soviético. Esta operação dizimou as formações do Grupo de Exércitos do Sul da Ucrânia, e permitiu às forças soviéticas avançarem para a Romênia. Assim, ela contribui grandemente para a capitulação da Romênia e da Bulgária. No discurso de Stalin, ele se referiu a ela como "expulsando a guerra da Romênia e da Bulgária, avançando para as fronteiras da Hungria, e possibilitando oferecer assistência à Iugoslávia aliada". Ela foi realizada pelas , 2ª e 3ª Frentes Ucranianas.[9][16]
8. Ofensiva do Báltico (14 de setembro – 20 de novembro de 1944). Ao recapturar os Países Bálticos, incluindo a maior parte da Letônia e da Estônia, esta ofensiva isolou o Bolsão da Curlândia, onde 30 divisões do Grupo de Exércitos Norte foram cortadas do Grupo de Exércitos Centro até o final da guerra na Europa. O discurso de Stalin chamou a ofensiva de "liberação da Estônia e da Letônia, cercando os alemães na Curlândia e forçando a saída da Finlândia da guerra". A Frente de Leningrado e as 1ª, 2ª e 3ª Frentes Bálticas realizaram este ataque.[14]
9. Ofensiva dos Cárpatos Orientais (8 de setembro – 28 de setembro de 1944), Ofensiva de Budapeste (29 de outubro de 1944 - 13 de fevereiro de 1945), e a Ofensiva de Belgrado (14 de setembro - 24 de novembro de 1944). Estas, as ofensivas finais de 1944, resultaram na captura de Budapeste em 13 de fevereiro de 1945. Budapeste foi cercada pelas forças soviéticas em 26 de dezembro de 1944, e foi capturada após semanas de combates brutais nas ruas da cidade. As três ofensivas foram planejadas como um único avanço estratégico contínuo, que foi imbuído de grande significado político devido à participação das forças comunistas iugoslavas em sua fase final. Stalin chamou-lhe "a travessia das montanhas dos Cárpatos, a libertação de Belgrado e a oferta de ajuda direta à Tchecoslováquia, a destruição do grupo de Budapeste das forças do Eixo e a Libertação de Belgrado". Este golpe foi conduzido pelas 1ª, 2ª, 3ª e 4ª Frentes Ucranianas.[17]
10. Ofensiva Petsamo–Kirkenes (7–29 de outubro de 1944). Esta, a primeira e única operação militar em grande escala do Ártico,[18] começou depois que as forças alemãs não evacuaram do território finlandês até 15 de setembro, como ditado nos termos do Armistício de Moscou. Ela envolveu forças soviéticas perseguindo os alemães em retirada da Noruega, e foi muito bem sucedida para a União Soviética, pois levou à ocupação das minas de níquel em Pechenga, que vinham produzindo metais vitais para o esforço de guerra alemão. Stalin chamou-lhe de "a remoção da ameaça das forças alemãs para o porto de nórdico soviético de Murmansk, e a entrada na Noruega". Ela foi conduzida principalmente pela Frente da Carélia, com assistência das forças navais soviéticas.[18]